# یواس‌اس وارونا (ای‌جی‌پی-۵)
یواس‌اس وارونا (ای‌جی‌پی-۵) (به انگلیسی: USS Varuna (AGP-5)) یک کشتی بود که طول آن ۳۲۸ فوت (۱۰۰ متر) بود. این کشتی در سال ۱۹۴۲ ساخته شد.